# 비요른 메르케르
비요른 메르케르(Björn Merker 종종 Bjorn Merker)는 1943년 5월 15일 데친(Tetschen , 현재 체코)에서 태어난 스웨덴 시민으로 미국에서 교육을 받은 독립적인 학제 간 신경과학 분양의 과학자이며 현재 스웨덴 남부에 살고 있다.

## 같이 보기
- 뇌간 각성계